# Улица Папардес (Рига)
Улица Па́пардес (латыш. Papardes iela, дословно «Папоротниковая») — улица в Латгальском предместье города Риги, в историческом районе Дарзциемс. Пролегает в южном направлении от улицы Сеску до улицы Румбулас, с другими улицами не пересекается.
Общая длина улицы Папардес — 189 метров. На всём протяжении имеет гравийное покрытие. Средняя ширина проезжей части составляет 4,7 метра. Разрешено движение в обоих направлениях. Общественный транспорт по улице не курсирует.

## История
Улица Папардес была проложена в середине 1950-х годов, название присвоено в 1957 году.
Застроена малоэтажными частными домами. Название улицы никогда не изменялось.